# Andrzej Wernik
Andrzej Władysław Wernik (ur. 26 listopada 1938, zm. 24 kwietnia 2015) – polski fizyk i astronom, profesor nauk fizycznych, pracownik Centrum Badań Kosmicznych Polskiej Akademii Nauk.

## Życiorys

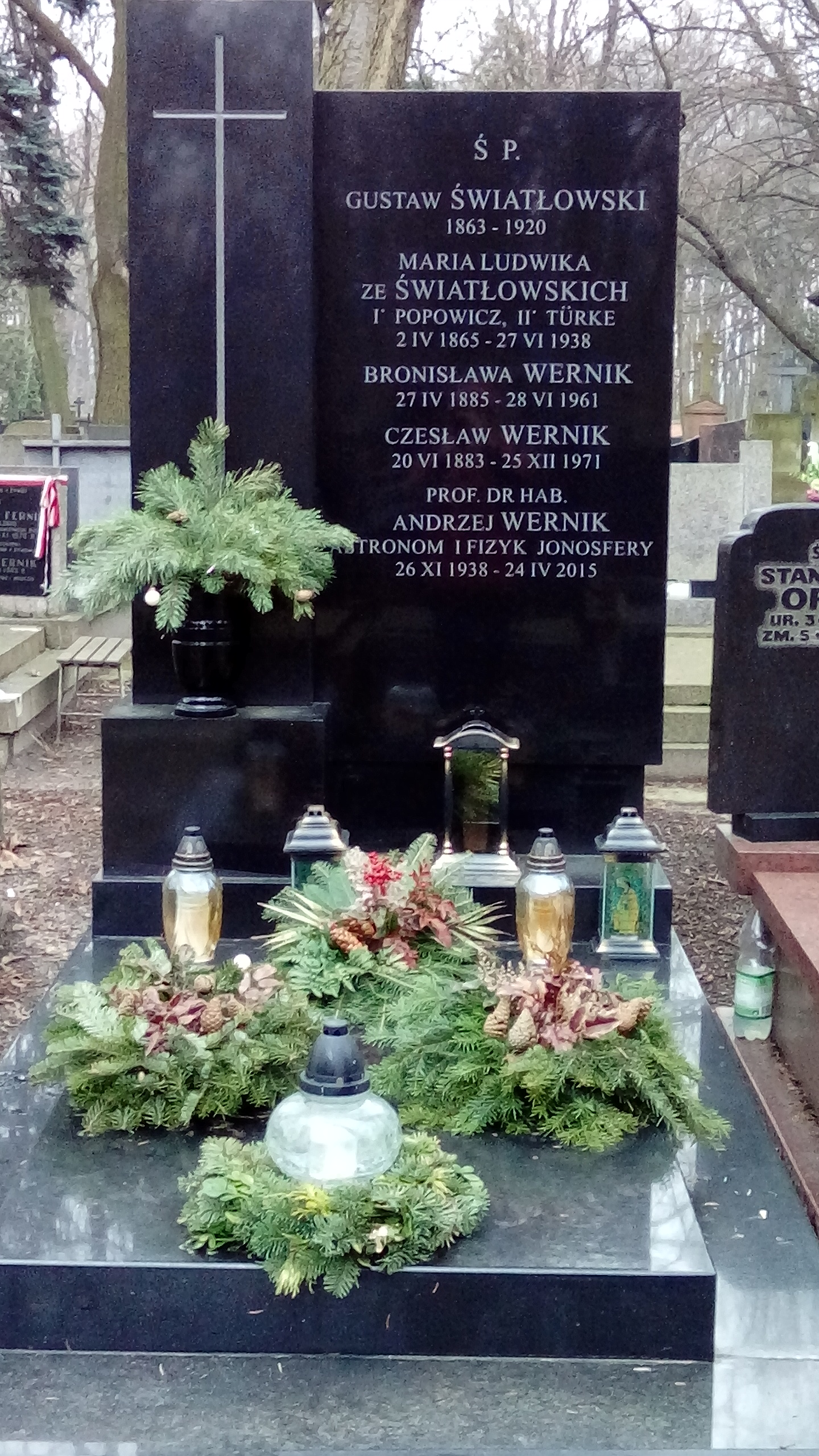

Urodził się w Warszawie jako syn Janusza i Zofii z Żerańskich. W 1960 ukończył na Uniwersytecie Warszawskim studia w zakresie fizyki. Stopień doktora nauk fizycznych w zakresie geofizyki uzyskał w Instytucie Geofizyki PAN w 1968. Stopień doktora habilitowanego nauk technicznych w zakresie geofizyki otrzymał w 1978 w Instytucie Podstawowych Problemów Techniki PAN. Profesorem nauk fizycznych został nominowany 1989.
W latach 1960–1977 był zatrudniony w Instytucie Geofizyki PAN, a od 1977 w Centrum Badań Kosmicznych PAN. Przeszedł na emeryturę w 2014.
Odbywał wielokrotne pobyty naukowe: w latach 1972–1988 w Department of Electrical and Computer Engineering w Uniwersytecie Illinois; w 1993 w National Central University w Zhongli, Tajwan.
Był aktywnym działaczem Międzynarodowej Unii Nauk Radiowych (URSI). W latach 1990–1992 był przewodniczącym Komisji „G” URSI „Ionospheric Radio and Propagation”, w latach 1999–2002 wiceprezydentem, zaś w latach 2002–2005 wiceprezydentem i skarbnikiem URSI  Jednocześnie w latach 1996–1999 członkiem Biura Scientific Committee on Solar-Terrestrial Physics, 1996–2000 zastępcą redaktora „Radio Science” – wydawnictwa Amerykańskiej Unii Geofizycznej.
Był autorem ponad 160 publikacji na temat propagacji fal w jonosferze, propagacji fal w ośrodkach stochastycznie niejednorodnych, fizyki jonosfery, turbulencji plazmy jonosferycznej, fal akustyczno-grawitacyjnych w górnej atmosferze i metod analizy danych.
Zmarł w Warszawie. Został pochowany na cmentarzu Powązkowskim w Warszawie (kwatera 233-6-21).

## Wybrane publikacje
- Artificial Satellites, Warszawa-Łódź: Państwowe Wydawnictwo Naukowe, 1981.
- Extinction of the night sky light in an anisotropically scattering atmosphere, Warszawa 1962.
- Scientific and engineering uses of satelite radio beacons. Proceedings of the COSPAR/URSI, Warszawa-Łódź: Państwowe Wydawnictwo Naukowe, 1981.
- Szkolny Atlas Świata, Warszawa: Arkona, 1992[1].

## Członkostwo w korporacjach naukowych
- Amerykańska Unia Geofizyczna
- Komitet Doradczy „Acta Geophysica”
- Komitet Geofizyki Narodowego Komitetu URSI
- Polskie Towarzystwo Astronomiczne
- Polskie Towarzystwo Geofizyczne
- Rada Naukowa Instytutu Geofizyki PAN
- Rada Naukowa Centrum Badań Kosmicznych PAN[3]